# Cầu Hồ
Cầu Hồ là một cây cầu đường bộ bắc qua sông Đuống nằm trên quốc lộ 38 nối phường Hồ, thị xã Thuận Thành với xã Tân Chi, huyện Tiên Du, thuộc tỉnh Bắc Ninh, Việt Nam.
Cầu khánh thành năm 2000. Cầu nằm trên quốc lộ 38 bắc qua sông Đuống, nối khu vực phía bắc và phía nam tỉnh Bắc Ninh. Với chiều dài hơn 600 m rộng 11 m, cầu Hồ đã thay thế bến phà Hồ sau 36 năm phà này tồn tại.